# Garantie autonome
La garantie autonome est une garantie en droit des sûretés qui consiste en le paiement à première demande par le garant d'une somme, en considération d'une obligation tierce qui reste autonome.
Création de la pratique internationale, la garantie autonome a été consacrée en France comme sûreté par la réforme du 23 mars 2006. Elle est donc introduite à l'article 2321 du Code civil comme une sûreté personnelle auprès du cautionnement, de même que la lettre d'intention.

## Dans les relations internationales
Dans les années 70, la garantie autonome a remplacé efficacement la pratique du dépôt qui avait le tort d'immobiliser de considérables sommes d'argent. En pratique, le contractant étranger demandait le dépôt d'une somme d'argent sur un compte, la somme lui était remise si son partenaire commercial était défaillant. La garantie autonome offre la même sécurité au bénéficiaire puisque celui-ci est payé à première demande sans qu'on puisse lui opposer d'exception autre que la fraude ou l'abus, et permet au constituant de placer son argent ailleurs.
Lors de la Révolution iranienne, les islamistes renoncent à l'industrialisation du pays pour laquelle de nombreux prêts étaient consentis par les pays occidentaux. Les avoirs iraniens sont gelés et l'ayatollah Khomeini appelle alors toutes les garanties autonomes à l'étranger. Les banques opposent comme fraude l'abandon de l'industrialisation et ne paient pas.

## En France

### Introduction dans le Code civil
L'introduction de la garantie autonome dans le Code civil par la réforme du 23 mars 2006 a surpris. Le groupe de travail Grimaldi, auteur de la réforme, a voulu intégrer dans le droit commun ces pratiques et les conforter.
La transposition de la garantie autonome en droit interne est problématique car son emploi semble bien davantage motivé par le souhait d'échapper aux dispositions concernant le cautionnement, plus protectrices de l'intérêt du garant, que pour éviter l'immobilisation de biens. Le législateur n'a cependant pas limité son emploi à certaines catégories de personnes au nom de la liberté contractuelle, même si le domaine de crédit à la consommation lui est interdit.
Par ailleurs, en droit de la construction, le juge décide d'aider l'acquéreur en difficulté, qui a manqué de vigilance en ne déclarant pas sa créance en cas de procédure collective du vendeur ou du lotisseur garanti (extinction de la dette). Pour éviter, par accessoire de ce contrat, la libération de la caution (établissement bancaire) la Cour de cassation retient la qualification de garantie autonome, pour maintenir ces garanties bancaires.
Si la Cour opère pourtant toujours (Chambre Com.) une stricte distinction entre les deux notions, on peut voir là une invitation pour le législateur à modifier les textes (R-261-21 b du Code de la construction et de l'habitation et R. 315-34 du Code de l'urbanisme).

### Régime
L'autonomie de la garantie autonome par rapport au rapport contractuel de base implique l'inopposabilité des exceptions, l'impossibilité de soulever le bénéfice de discussion ou le bénéfice de division.

#### Le principe de l’inopposabilité des exceptions
L’autonomie de l’objet de l’obligation du garant est un critère fondamental et nécessaire mais la garantie autonome répond à un autre principe : l’inopposabilité des exceptions. Le garant est tenu d’exécuter son obligation entre les mains du bénéficiaire si ce dernier (ou un mandataire habilité) l’appelle dans les conditions fixées par la lettre de garanties c'est-à-dire que l’appel soit fait dans les délais convenus (pas avant l’échéance du terme suspensif et pas après l’échéance du terme extinctif), selon les modalités convenues (documents, justifications prévus, etc.), et qu’il soit ferme et non équivoque.
À la différence du contrat de cautionnement, le garant ne peut opposer aucune exception tenant au contrat ou à l’obligation garantie. En effet, l’article 2321 alinéa 3 Code Civil dispose que : le garant ne peut opposer aucune exception tenant à l'obligation garantie ce qui signifie que le garant appelé à exécuter son engagement ne pourra opposer au bénéficiaire de la garantie aucune autre exception que celle tirée du contrat de garantie c'est-à-dire qu’aucune nullité, résiliation ou résolution, exception d’inexécution, compensation… ne pourra être opposé au bénéficiaire.
Le principe de l’inopposabilité des exceptions désigne l’interdiction faite au garant, comme au donneur d’ordre, de soulever les exceptions relatives à l’existence, à l’exécution ou à l’extinction du contrat de base et du contrat liant le donneur d’ordre au garant. Ainsi ne peuvent être opposé au bénéficiaire ni la nullité du contrat de base, ni sa résolution, ni sa résiliation , ni même la satisfaction du contrat de base à la suite de l'exécution du contrat de base.
Il semble d’ailleurs que ce soit la stipulation de l'inopposabilité des exceptions et non l'inopposabilité des exceptions elle-même, qui soit élevée au rang de critère de
qualification 

#### Moyens de défense: le caractère frauduleux ou abusif
Le caractère frauduleux ou abusif doit être émané du bénéficiaire de la garantie, et à la lecture de l’article 2321 du code civil tout laisse à croire que abus comme la fraude doivent être manifestes (du fait de l’emploi par le texte d’un pluriel) qui semble admettre deux correctifs d’équité et non pas un seul puisqu’il dispose qu’« en cas d’abus ou de fraude manifestes ». Le pluriel de ce dernier terme laisse à croire que l’abus tout comme la fraude doit avoir été manifeste.
En pratique cela signifie que l’absence de droit du bénéficiaire doit résulter d’une pièce incontestable émanant de celui-ci et extérieur au contrat principal lui-même (par exemple si l’obligation a été pleinement satisfaite).
Concernant la fraude manifeste, l'arrêt de la Cour de cassation du 10 juin 1986 semble admettre que la fraude manifeste paralyse toutes les garanties sans distinguer selon le rang des garanties ; il affirme en effet que la garantie à première demande est autonome par rapport au contrat de base sauf en cas de fraude manifeste. Or la Chambre commerciale ne fait état expressément ni de la connaissance de la fraude, ni de la complicité de la banque de premier rang. En réalité, par le seul caractère manifeste de la fraude, ces éléments devraient être considérés comme acquis : c’est ce qui explique que la Cour d’appel ait dans cette affaire jugé qu’en raison du caractère manifeste de la fraude, les banques n’avaient pu l’ignorer.
Pour pouvoir être en droit d’appeler le garant le bénéficiaire doit avoir des raisons légitimes de le faire, et ces raisons découlent nécessairement du contrat de base. Le fait d’être « manifeste » distingue l’abus d’autres concepts comme la mauvaise foi en matière d’effet de commerce, ou de la fraude … (quand bien même ces concepts relèveraient de l’évidence).
L’appréciation du caractère manifeste de l’abus ou de la mauvaise foi (en ce qui concerne la fraude) est, au vu, de la jurisprudence assez casuistique, ce qui explique une grande diversité des décisions relatives aux appels frauduleux ou abusifs en matière de garanties autonomes. Un critère de pur fait s’avère en pratique assez utile, il s’agit de celui de l’évidence. Il semble en effet que le caractère « manifeste » laisse à croire que tout dans l’attitude du bénéficiaire montre sa mauvaise foi (c'est-à-dire la conscience qu’a celui-ci du préjudice qu’il cause au garant en exigeant le paiement, en d’autre terme le bénéficiaire agit en toute conscience de son absence de droit )ou qu’il n’est pas en droit d’agir comme il le fait .